# Nikolaï Grinko
Nikolaï Grigorievitch Grinko  (en russe : Никола́й Григо́рьевич Гринько; en ukrainien : Микола Григорович Гринько, Mykola Hryhorovytch Hrynko) est un acteur soviétique russophone, né le 30 avril 1920 à Kherson, en République socialiste soviétique d'Ukraine, et mort le 10 avril 1989 à Kiev.

## Biographie
Né dans une famille d'acteurs de théâtre itinérant ukrainien, Nikolaï Grinko rêve de devenir acteur à son tour, mais ses projets sont mis à mal par la Seconde Guerre mondiale. Il est mobilisé en 1940 et intégré dans le 619e bataillon de maintenance aéronautique. Il poursuit son service comme mitrailleur de bord d'un chasseur-bombardier et sera gradé sergent et décoré de l'ordre de la Guerre patriotique de 2e classe et d'une médaille du mérite au combat (1944). Membre du Komsomol, il rejoint les rangs du PCUS en 1943. Il participe également au théâtre amateur de l'armée.
De retour à la vie civile en 1946, il se produit sur la scène de théâtre dramatique de Zaporijia et d'Oujhorod. En 1955, il devient directeur artistique de l'orchestre Dnipro (Дніпро) de Kiev. À partir de 1963, il est acteur du Studio Dovjenko.
Artiste émérite de la RSS d'Ukraine en 1969, il est nommé artiste du Peuple de la RSS d'Ukraine. Il apparaît dans plusieurs films d'Andreï Tarkovski.
Mort d'une leucémie, Nikolaï Grinko est enterré au cimetière Baïkov.

## Distinctions
- Ordre de la Guerre patriotique de 2e classe
- Ordre de l'Insigne d'honneur ; 1980

## Filmographie
- 1956 : Pavel Kortchaguine d'Alexandre Alov et Vladimir Naoumov : tchékiste
- 1961 : Paix à celui qui entre (Мир входящему) d'Alexandre Alov et Vladimir Naoumov
- 1962 : L'Enfance d'Ivan (Иваново детство) d'Andreï Tarkovski : colonel Griaznov
- 1964 : Les Chevaux de feu (Тіні забутих предків) de Sergueï Paradjanov : Vatag
- 1966 : Andreï Roublev (Андрей Рублёв) d'Andreï Tarkovski : moine Daniel (l'iconographe Daniil Tcherny)
- 1966 : Guerre et Paix (Война и мир) de Serge Bondartchouk : de Sales
- 1969 : Un amour de Tchekhov (Сюжет для небольшого рассказа) de Sergueï Ioutkevitch : Anton Pavlovitch Tchekhov
- 1969 : Une tournée dangereuse (Опасные гастроли) de Gueorgui Jungwald-Khilkevitch : Andreï Maksimovitch
- 1972 : Solaris (Солярис) d'Andreï Tarkovski : père de Chris Kelvin
- 1974 : Le pivert n'a pas mal à la tête de Dinara Assanova
- 1975 : Le Miroir (Зеркало, Zerkalo) d'Andreï Tarkovski : Ivan
- 1974 : Skvorets i Lyra (Скворец и Лира) de Grigori Alexandrov : Mikhaïl Mikhaïlovitch
- 1975 : Les Aventures de Bouratino (Приключения Буратино) de Leonid Netchaïev : Carlo
- 1976 : 20 jours sans guerre (Двадцать дней без войны, Dvadtsat dney bez voyny) d'Alekseï Guerman
- 1976 : Fantaisies de Vyesnukhine (Фантазии Веснухина) de Valeri Khartchenko (ru) : Stepan Stapanych
- 1979 : Stalker (Сталкер) d'Andreï Tarkovski : le savant
- 1979 : Les Aventures d'Elektronik (Приключения Электроника) de Konstantin Bromberg : Gromov
- 1980 : La Jeunesse de Pierre Le Grand (Юность Петра) de Sergueï Guerassimov : vieux Nektari
- 1981 : Le Début des affaires glorieuses (В начале славных дел) de Sergueï Guerassimov : vieux Nektari
- 1981 : Téhéran 43 d'Alexandre Alov et Vladimir Naoumov